# Libertarijanizam
Libertarijanizam ili klasični liberalizam je politička filozofija koja podržava osobne slobode, osobito slobodu izražavanja i akcije. Libertarijanizam uključuje različita uvjerenja i organizacije kojima je zajedničko da zagovaraju minimalnu državu i maksimizaciju osobnih sloboda. Najutjecajniji tekst modernog libertarijanizma je "Anarhija, država i utopija" (1974.) američkog filozofa i harvardskog profesora Roberta Nozicka, nastao kao odgovor na glasovitu "Teoriju pravednosti" (1971.) Johna Rawlsa.
Libertarijanske škole se razlikuju po stupnju smanjenja državnih ovlasti koji zagovaraju. Minarhisti zagovaraju smanjenje opsega države do mjere koja dozvoljava tek zaštitu od agresije, krađe, povrede ugovora i prijevare. Neki libertarijanci podržavaju minimalnu društvenu pomoć siromašnima. Anarhisti zagovaraju potpunu eliminaciju države. Neke libertarijanske škole podržavaju pravo privatnog vlasništva nad nezaposjednutom zemljom i prirodnim resursima, dok druge odbacuju privatno vlasništvo i često podržavaju zajedničko vlasništvo. Desni libertarijanci obično smatraju da prirodni resursi kao što su zemlja, zrak i voda pripadaju prvoj osobi koja ih nađe i u njih uloži svoj rad, i da joj, ako to zatraži, mogu pripasti bez pristanka drugih ljudi, a uz minimalnu ili nikakvu naknadu drugim ljudima. Suprotno tome, lijevi libertarijanci drže da nezaposjednuti prirodni resursi trebaju pripadati svima na jednak način. Libertarijance se može podijeliti i na one koji podržavaju privatno vlasništvo i one koji su za kooperativno vlasništvo nad sredstvima proizvodnje; prvi općenito podržavaju kapitalizam, a drugi libertarijansko-socijalistički gospodarski sustav.
Libertarijanizam je filozofija koja zastupa stanovište da bi pojedinci trebali biti slobodni da čine što god žele sa sobom i svojom imovinom sve dok ne ugrožavaju istoimenu slobodu ostalih.
Postoje dvije vrste libertarijanaca. Jedni drže za temeljnu postavku da svako djelovanje među ljudima mora biti dobrovoljno i usuglašeno. Oni tvrde da je potezanje za silom protiv druge osobe ili njene imovine, pri čemu se pod "silom" podrazumijeva upotreba fizičke sile, prijetnja takvom silom, ili činjenje ili nalaganje prijevare protiv nekoga tko nije potegao za fizičkom silom, prijetnjom silom ili prijevarom, povreda tog načela (mnogi od njih su individualistički anarhisti ili anarhokapitalisti). Druga vrsta libertarijanaca potiče iz posljedične ili pogodnosne točke gledišta. Umjesto moralnih zabrana potezanja za silom, oni podržavaju ograničenu vladu koja se koristi minimalnom količinom uvodne sile (poput propisivanja i prikupljanja poreza kako bi osigurala neka javna dobra poput obrane i puteva, kao i izvjesna minimalna regulacija), jer vjeruju da je ona neophodna kako bi se osigurala najveća sloboda pojedinaca (ovo su minarhisti). Libertarijanci se ne protive korištenju sile kao odgovor na već počinjen napad poput nasilja, prijevare ili povrede prava drugoga. Libertarijanci daju prednost etici samoodgovornosti i oštro se protive socijalnoj državi, jer vjeruju da je prisiljavanje nekoga da pruža pomoć drugima etički pogrešno, u krajnjem slučaju kontraproduktivno, ili pak i jedno i drugo.

## Načela
Libertarijanci generalno određuju slobodu kao mogućnost ili slobodu da pojedinac čini što god želi, sve dok njegovo ili njezino djelovanje ne ometa ili ugrožava drugu osobu ili njenu imovinu. Kada dođe do ometanja, sve strane bi postale podložne načelnim pravilima za rješavanje sporova, koja uključuju i naknadu oštećenome, a ne samo kaznu ili odmazdu. Većina libertarijanaca dopušta da bi država mogla primjerno nametati takve kazne u obliku krivičnih ili građanskih kazni, premda mnogi osporavaju stupanj do kojeg je takva kazna nužno zadatak države.
Libertarijanci uglavnom vide ograničenja koja država nameće pojedincima i njihovoj imovini kao povredu slobode. Anarhisti se zalažu za odsutnost bilo kakvih vladinih ograničenja, zasnovano na pretpostavci da su vladari i zakoni nepotrebni jer će u odsutnosti vlade pojedinci spontano stvoriti društvene veze i pravila. Nasuprot ovome, pravi libertarijanci smatraju vladu (državu) neophodnom s jedinom svrhom zaštite prava ljudi. Ovo uključuje zaštitu ljudi i njihove imovine od kaznenih djela drugih ljudi, kao i osiguranje nacionalne obrane.
Libertarijanci generalno brane ideal slobode sa stajališta toga koliko je svakome "dopušteno" činiti, što se opisuje kao negativna sloboda, odnosno "sloboda od" ograničenja i zabrana. Ovaj ideal se razlikuje od shvaćanja slobode s obzirom na to koliko se može činiti, što se naziva pozitivnom slobodom ili "slobodom za". Razliku između ovih pojmova prvi je uočio John Stuart Mill, i kasnije u više pojedinosti opisao Isaiah Berlin.
Mnogi libertarijanci vide život, slobodu i imovinu kao apsolutna prava pojedinaca, i drže da dovođenje jednog od njih u pitanje ugrožava i ostale. U demokracijama, oni smatraju nagodbe o ovim pravima pojedinaca političkim djelovanjima "tiranijom većine". Ovaj izraz, koji je prvi skovao Alexis de Tocqueville i kasnije proslavio John Stuart Mill, ističe prijetnju većine da nametne svoje norme manjinama, i pri tom narušava njihova prava.
Mnogi libertarijanci daju prednost precedentnom pravu, koje vide kao manje proizvoljno i prilagodljivije od normativnog prava. Relativne prednosti precedentnog prava koje se postupno razrađuje k sve finijim određenjima imovinskih prava su izrazili mislioci kao što su Friedrich Hayek, Richard Epstein, Robert Nozick i Rendy Barnett. Neki libertarijanci vjeruju da bi ovaj razvoj mogao razlučiti razne "zajedničke" pojave poput, recimo, zagađivanja i drugih međudjelovanja koja neki vide kao vanjska. Riječima Rusellla Meansa, "libertarijansko društvo ne bi dozvolilo nikome da ošteti druge zagađivanjem jer ono inzistira na pojedinačnoj odgovornosti". Javno vlasništvo nad imovinom otežava zahtjev za odgovornošću.

### Prirodna prava i posljedičnost
Neki libertarijanci poput Roberta Nozicka i Murrayja Rothbarda vide prava na život, slobodu i imovinu kao prirodna prava, odnosno, prava vrijedna zaštite kao cilja samog po sebi. Njihov pogled na prirodna prava je izveden, posredno ili neposredno, iz pisanja Thomasa Hobbsa i Johna Lockea. Ayn Rand, koja je također snažno utjecala na libertarijanizam, usprkos odbacivanju toga naziva, također je smatrala da su ova prava osnovana na prirodnom zakonu.
Drugi libertarijanci kao što su Milton Friedman, Ludwig von Mises i Friedrich Hayek, opravdavali su ova prava na pragmatičnim ili posljedičnim, kao i moralnim osnovama. Oni su dokazivali kako je libertarijanizam suglasan s ekonomskom djelotvornošću, i stoga najučinkovitiji način pomaganja i unapređivanja socijalnog blagostanja. Oni također mogu opravdavati upotrebu sile u nekim okolnostima, tj. u izvanrednim situacijama. Neki libertarijanci poput Jana Narvesona zauzimaju ugovornu točku gledišta po kojoj su prava jedna vrsta dogovora koji bi racionalni ljudi sklopili prije međudjelovanja.

## Libertarijanske smjernice
Libertarijanci se snažno protive narušavanju građanskih sloboda kao što su ograničenja slobode izražavanja (npr. govora, tiska, ili ispovijedanja vjere), zabrana dobrovoljnog udruživanja, ili zadiranje u osobu ili imovinu, osim kad je to posljedica dostojnog pravnog postupka kojim se utvrđuje ili kažnjava kriminalno ponašanje. Libertarijanci se tako protive svakoj vrsti cenzure (odnosno, tvrdnjama o napadnom ili uvredljivom govoru), ili zaplijeni imovine prije suđenja. Dalje, većina ih odbacuje razliku između političkog i tržišnog govora ili udruživanja, što je pravno razlikovanje koje se često koristi da se od vladinog uplitanja zaštiti jedan vid djelovanja, ali ne i drugi.
Libertarijanci su skeptični prema zakonima koji ograničavaju vlastito ili suglasno ponašanje, kao i zakone o zločinima bez žrtava. Vjeruju da izbor proizvoda i usluga ne bi trebao biti ograničen zahtjevima za vladinim odobravanjem ili monopolima odobrenim od strane države, ili pak putem trgovinskih prepreka koje ograničavaju izbor proizvoda i usluga iz drugih država (vidi slobodna trgovina). Libertarijanci se također uglavnom protive zakonskim zabranama uživanja droge, kockanja ili prostitucije. Oni vjeruju kako bi građani trebali biti slobodni preuzimati rizik, čak i u situaciji gdje sebi mogu naštetiti. Na primjer, iako se većina libertarijanaca možda osobno slaže s većinom ljudi da je vezivanje sigurnosnih pojaseva u automobilu korisno, oni odbacuju propisivanje njihove obvezne upotrebe kao paternalizam. Slično, mnogi od njih vjeruju da Administracija za hranu i lijekove Sjedinjenih država (i slična tijela u drugim zemljama, kao na primjer Ministarstvo zdravlja u Republici Hrvatskoj) ne bi trebala zabranjivati nedokazane medicinske postupke, da bi se sve odluke o toku liječenja trebale donositi između pacijenta i liječnika, i da se država treba ograničiti na donošenje neobavezujućih ocjena o učinkovitosti ili sigurnosti hrane i/ili lijekova.
Libertarijanci općenito vjeruju da su takve slobode sveopće urođeno pravo, i prihvaćaju bilo kakve materijalne nejednakosti ili razuzdano ponašanje (sve dok ono ne oštećuje nikog drugog) koje bi nastale kao vjerojatne posljedice neuplitanja države. Oni vide ekonomsku nejednakost kao ishod slobode pojedinaca da biraju ono što žele činiti, što može biti profitabilno ili ne.

### Minarhizam i anarhokapitalizam
Neki koji sebe određuju kao libertarijance su minarhisti. Oni podržavaju minimalno oporezivanje kao "nužno zlo" s ograničenom svrhom financiranja javnih tijela koja bi štitila građanske slobode i imovinska prava, uključujući policiju, dobrovoljne oružane snage bez regrutnog sastava, i sudove. Anarhokapitalisti se, s druge strane, protive svakoj vrsti oporezivanja, odbacujući svako pravo države na monopol na zaštitu kao nepotrebno. Oni žele držati vladu izvan pitanja pravde i zaštite, radije prebacujući ova pitanja na privatne grupe. Anarhokapitalisti tvrde kako je minarhističko vjerovanje da se nekakav monopol na prisilu može zadržati unutar bilo kojih razumnih granica nerealističan, i da je institucionalizirana prinuda u bilo kojem opsegu kontraproduktivna.
Stajališta minarhista i anarhokapitalista o matičnim pitanjima često je teško razdvojiti, jer obje struje vjeruju da su postojeće države previše nametljive, odnosno zadiru u znatno više sfera no što bi trebale. Neki libertarijanski filozofi poput Tibora R. Mejkana obrazlažu kako, ispravno shvaćeni, minarhizam i anarhokapitalizam nisu proturječni.

### Objektivizam
Teze libertarijanizma osporavaju mislioci koji sebe nazivaju objektivistima (objektivizam je ime koje je spisateljica Ayn Rand dala svom učenju). Iako je libertarijanizam usvojio neke dijelove učenja Ayn Rand, objektivisti (uključujući i samu Rand) su osudili libertarijanizam kao opasnost za slobodu i kapitalizam. Posebno, tvrdili su kako libertarijanci koriste objektivističke zamisli "iščupavši im zube".
S druge strane, neki libertarijanci vide objektiviste kao dogmatične, nerealne i nepopustljive. Po riječima urednika časopisa Razum Nicka Gillespieja u izdanju ovog libertarijanskog časopisa od ožujka 2005. posvećenom utjecaju objektivizma, Rand je "jedna od najvažnijih ličnosti u libertarijanskom pokretu... Rand ostaje jedna od najprodavanijih i najutjecajnijih figura u američkoj misli i kulturi" uopće i posebno u libertarijanizmu. Ipak, navodi da se srami povezivanja svog časopisa s njenim idejama. U istom broju, Cathy Young navodi kako je "libertarijanizam, pokret najbliže povezan s idejama Rand, manje njihovo potomstvo nego pobunjeni nećak". Iako odbijaju ideje koje vide kao randijanske dogme, libertarijanci poput Yang ipak vjeruju da bi "poruka Rand razuma i slobode... mogla biti točka okupljanja" libertarijanizma.
Vojna djelovanja Sjedinjenih Država u Iraku (od 2003.) su istakla napetosti između objektivizma i nazora mnogih libertarijanaca. Objektivisti se često nisu slagali s politikom neuplitanja (često pogrešno nazivanom "izolacionizam") koju su zagovarali mnogi libertarijanci. Objektivisti obrazlažu da je ispravno da država poduzme preventivna vojna djelovanja, kada dokazi upućuju na realan rizik da će druga država prva posegnuti za upotrebom sile. Mnogi žele i državu koja agresivnije štiti prava (u ovom slučaju američkih) građana i poduzeća u inozemstvu, uključujući i vojnu akciju kao odgovor na nacionalizaciju.
Objektivisti odbacuju često ponavljani libertarijanski moto o tome da su država i vlada "nužna zla". Za objektiviste, država ograničena na zaštitu prava svojih građana je apsolutno nužna i moralna. Oni se protive svim anarhističkim strujama i sumnjičavi su prema libertarijanskoj vezi s individualističkim anarhizmom.

## Smjernice libertarijanskih stranaka
Libertarijanizam se često smatra desnim pokretom, posebno među ne-libertarijancima u Sjedinjenim Državama, gdje liberatarijanci uglavnom imaju više zajedničkog s tradicionalnim republikancima nego s američkim demokratima, posebno glede ekonomske politike i kontrole vatrenog oružja. Međutim, libertarijance je točnije opisati kao "konzervativne" po ekonomskim i "liberalne" po društvenim pitanjima. Na primer, najveći broj libertarijanaca smatra teksaškog kongresmena i kandidata za predsjednika SAD-a Rona Paula za libertarijanca po učenju, iako je on predstavnik Republikanske stranke. U novije vrijeme u Sjedinjenim Američkim Državama popularan je libertarijanski pokret Tea Party.
Primjer libertarijanskog nazora se može ilustrirati na povijesnoj problematici diskriminacije na radnom mjestu. Liberali su u pravilu podržavali zakone koji bi kažnjavali poslodavce za diskriminaciju po osnovama koje nisu vezane za sposobnost obavljanja posla vezanog uz radno mjesto. Konzervativci su povijesno bili naklonjeni zakonima koji su podržavali takvu diskriminaciju (poput američkog Juga prije općih građanskih prava). Libertarijanci bi se vjerojatno protivili bilo kojim zakonima po ovom pitanju jer bi oni nužno povrjeđivali imovinska prava i slobode, kako vlasnika tako i zaposlenika. Drugim riječima, svatko bi trebao biti slobodan diskriminirati u svojim osobnim ili poslovnim odnosima, svatko bi trebao biti slobodan birati hoće li prihvatiti posao, ili pokrenuti vlastitu tvrtku u skladu sa svojim osobnim vjerovanjima i predrasudama, i svatko bi trebao biti slobodan organizirati bojkot ili javnu kampanju protiv poduzeća s čijim se nazorima ne slaže.
Kao suvremeniji primjer, konzervativci će vjerojatno podržati zabranu istospolnih brakova u interesu održavanja tradicionalne institucije braka, dok će liberali vjerojatno podržavati istospolne brakove u svrhu osiguravanja jednakosti svih ljudi pred zakonom. Libertarijanci se, pak, neće ni složiti s pojmom braka kakvim ga je uspostavila i odobrila država. Zapravo, oni će poricati da država treba imati bilo kakvu ulogu oko braka, osim u provođenju pravno valjanog ugovora u koji stupaju pojedinačne strane. Libertarijanci će se vjerojatno protiviti i raznim dodatnim pravima koja se odobravaju vjenčanim građanima, a ostali građani ih nemaju.
Umjesto "lijevo-desnog" političkog spektra, neki libertarijanci koriste Nolanov dijagram, dvodimenzionalni prikaz političkih uvjerenja i smjernica, s "osobnom slobodom" na jednoj koordinati i "ekonomskom slobodom" na drugoj. Nazvan po Davidu Nolanu, osnivaču Libertarijanske stranke SAD, koji ga je izradio, dijagram je sličan društveno-političkom testu koji koriste Zastupnici za samoupravu kako bi odredili pojedince i njihove vrijednosti. Iz dijagrama je vidljivo da se libertarijanci slažu s liberalima u društvenim, a s konzervativcima u ekonomskim pitanjima. Uobičajeni linearni prikaz shvaćanja vlade se može prikazati unutar Nolanovog dijagrama kao da se proteže od gornjeg lijevog do donjeg desnog kuta, dok bi stupanj državne kontrole bio predstavljen duž pravca od donjeg lijevog do gornjeg desnog kuta. Nolanov dijagram i način na koji se koristi nisu općeprihvaćeni.